# Dirphia divisa
Dirphia divisa är en fjärilsart som beskrevs av Jordan 1930. Dirphia divisa ingår i släktet Dirphia och familjen påfågelsspinnare. Inga underarter finns listade i Catalogue of Life.